# I Blame the World
I Blame the World es el segundo álbum de estudio de la cantante estadounidense Sasha Alex Sloan. Fue publicado en mayo de 2022 por RCA Records.
En promoción del álbum, Sloan interpretó «I Blame the World» en Jimmy Kimmel Live! el 26 de abril de 2022. En mayo de 2022, la cantante actuó como telonera para la banda estadounidense LANY en su gira por Australia y Nueva Zelanda. Sloan se embarcó en una gira en solitario por los Estados Unidos para promocionar el álbum, comenzando el 21 de julio de 2022 en el First Avenue de Minneapolis y concluyendo el 10 de septiembre de 2022 en Nashville, Tennessee.

## Promoción
El álbum se anunció el 18 de marzo de 2022 junto con el lanzamiento del sencillo principal, «WTF». El sencillo fue acompañado por un videoclip dirigido por Anderson Wright. El video muestra a Sloan sentada en su sala de estar mientras arde en llamas a su alrededor, pero ella permanece imperturbable. Tina Roumeliotis de The Daily Listening escribió que «WTF» “es una canción para aquellos en medio de la depresión que pueden estar cuestionando su existencia y propósito en un mundo que a menudo se siente como si hubiera sido diseñado para hacernos fracasar”. El sitio web Out Now la describió como un “nuevo himno pop”. En una reseña para el sencillo, el sitio web Thomas Bleach comentó: “«WTF» es un tema clásico de Sasha Alex Sloan. Es una canción que encarna la oscuridad honesta que nubla nuestras cabezas con un toque satírico”, añadiendo que la canción “es un fuerte sencillo principal que da la bienvenida a los oyentes al mundo pesimista de Sasha Alex Sloan”. 
La canción que le da título al álbum, «I Blame the World», fue publicado el 8 de abril de 2022 como el segundo piso. Coescrita junto con Henry Agincourt Allen, el sencillo fue publicado junto con un vídeo musical, dirigido por David OD. El videoclip muestra  a Sasha junto con sus compañeros de banda actuando en una habitación vacía iluminada por un solo foco, cada uno toca instrumentos musicales imaginarios, mientras que Sloan vibra y baila, cantando en su cepillo para el cabello en un guiño juguetón de nostalgia a los días en que actuaba de niña en su dormitorio.
El tercer y último sencillo, «Adult», fue publicado el 11 de mayo de 2022, dos días antes del lanzamiento del álbum. Espi de Rage Robot describió la canción como “una oda de lo mucho que apesta ser un adulto”. La canción fue coescrita junto con King Henry.

## Lista de canciones
Todas las canciones escritas y compuestas por Sasha Alex Sloan y King Henry, excepto donde esta anotado. 
| Lista de canciones de I Blame the World |                                |                     |                                      |          |  |
| N.º                                     | Título                         | Escritor(es)        | Productor(es)                        | Duración |  |
| 1.                                      | «Intro»                        | Alexandra Yatchenko |                                      | 0:46     |  |
| 2.                                      | «I Blame the World»            |                     | King Henry Stuart Price Chad Copelin | 3:17     |  |
| 3.                                      | «Adult»                        |                     | King Henry Price                     | 3:04     |  |
| 4.                                      | «Live Laugh Love»              |                     | King Henry Copelin                   | 3:02     |  |
| 5.                                      | «Thank You»                    |                     | King Henry Taylor Wilzbach           | 3:10     |  |
| 6.                                      | «WTF»                          |                     | King Henry Mike Elizondo             | 3:03     |  |
| 7.                                      | «New Normal»                   |                     | King Henry Copelin                   | 3:07     |  |
| 8.                                      | «Global Warming»               |                     | King Henry Elizondo                  | 3:01     |  |
| 9.                                      | «I H8 Myself»                  |                     | King Henry                           | 2:48     |  |
| 10.                                     | «One Trick Phony»              |                     | King Henry                           | 3:04     |  |
| 11.                                     | «Hardest Thing I've Ever Done» |                     | King Henry Copelin                   | 3:42     |  |